# Dulé Hill
Karim Dule Hill (ur. 3 maja 1975 w East Brunswick Township, w stanie New Jersey) – amerykański aktor telewizyjny i filmowy, najbardziej znany z roli Taila w serialu Siła i honor.

## Życiorys

### Dzieciństwo
Urodził się w miejscowości East Brunswick Township w stanie New Jersey, wychowywał się w Sayreville. Ma dwóch starszych braci. Pochodzi z jamajskiej rodziny. Jego ojciec był bankierem, a matka nauczycielką. Swoje oryginalne imię zawdzięcza ciotce, która wymyśliła je po podróży do Francji. 

### Kariera
Kiedy miał 3 lata zaczął chodzić na lekcje tańca, potem został zaangażowany do sztuki wystawianej na Broadwayu "The Tap Dance Kid" przez szkolną rekrutację. Pracował na scenie przez 16 miesięcy z różnymi aktorami.
Zagrał wiele ról w musicalach, np. w "Shenandoah," "Little Rascals," i "Black & Blue," a podczas swojego ostatniego roku nauki w liceum zagrał w pierwszym filmie "Sugar Hill" (1994), jako młodsza wersja filmowa Wesley Snipesa. Hill wystąpił także w wielu reklamach, np. płatków śniadaniowych Kellogg's Corn Pops, a także dołączył do obsady serialu "CityKids" (1993), kiedy studiował w Seton Hall.
Potem kariera Hilla zaczęła nabierać tempa. Ponownie wystąpił na Broadwayu w sztuce "Bring in Da' Noise, Bring In Da' Funk", jednak przez rozwijającą się karierę musiał porzucić studia już na pierwszym roku. Przez kolejne dwa i pół roku grał na scenie, aż w końcu wystąpił u boku Freddiego Prinze Jr. w komedii romantycznej "Cała ona" (1999). Wielokrotnie pojawiał się także gościnnie w popularnych serialach, takich jak "Cosby" (1996), "Inny w klasie" (1997), czy "Ulice Nowego Jorku" (1994). Znany jest także z filmów telewizyjnych: "The Ditchdigger's Daughters" (1997), "Kolor prawa" (1997) i "Piosenki miłosne" (1999). 

## Życie prywatne
10 lipca 2004 roku poślubił aktorkę Nicole Lyn, z którą rozwiódł się w 2012. W 2018 poślubił Jazmyn Simon, z którą ma syna – Leviego (ur. 10 maja 2019).
W wolnych chwilach aktor nadal lubi stepować, a także grać w kręgle, grać w gry. Jest fanem Los Angeles Lakers. Często jedzie na Jamajkę, by odwiedzić członków rodziny.

## Filmografia
| Filmy | Filmy                         | Filmy                               | Filmy |
| Rok   | Tytuł                         | Rola                                |       |
| ----- | ----------------------------- | ----------------------------------- | ----- |
| 2012  | Nostalgia                     | Gabe Robinson, Jr.                  |       |
| 2008  | Remarkable Power              | Reggie                              |       |
| 2007  | Zabójczy szept                | Detective Miles                     |       |
| 2006  | Patrol                        | Ken Weatherly                       |       |
| 2005  | Ken Weatherly                 | Jerry                               |       |
| 2005  | Edmond                        | Sharper                             |       |
| 2005  | Numbers, The                  | Brady                               |       |
| 2004  | 10.5 w skali Richtera         | Owen Hunter                         |       |
| 2003  | Kto pod kim dołki kopie...    | Sam, cebulowy mężczyzna             |       |
| 2000  | Siła i honor                  | Red Tail                            |       |
| 1999  | Cała ona                      | Preston                             |       |
| 1999  | Piosenki miłosne              | Leroy (część "A Love Song for Dad") |       |
| 1997  | Kolor prawa                   | Kameel                              |       |
| 1997  | Ditchdigger's Daughters, The  | Młody Donald                        |       |
| 1994  | Sugar Hill                    | Roemello Skuggs (17 lat)            |       |
| 1993  | Hallelujah                    |                                     |       |
| 1988  | Good Old Boy: A Delta Boyhood | Robert E. Lee                       |       |

| Głosy | Głosy                                                      | Głosy | Głosy |
| Rok   | Tytuł                                                      | Rola  |       |
| ----- | ---------------------------------------------------------- | ----- | ----- |
| 2009  | For Love of Liberty: The Story of America’s Black Patriots | głos  |       |

| Seriale   | Seriale                   | Seriale                     | Seriale |
| Rok       | Tytuł                     | Rola                        |         |
| --------- | ------------------------- | --------------------------- | ------- |
| 2017      | Doubt: W kręgu podejrzeń  | Albert Cobb                 |         |
| 2017      | W garniturach             | Alex Williams               |         |
| 2015      | Gracze                    | Larry Seifert               |         |
| 2006–2014 | Świry                     | Burton "Gus" Guster         |         |
| 1999–2006 | Prezydencki poker         | Charlie Young               |         |
| 1999–2006 | Prezydencki poker         | Charlie Young               |         |
| 1999–2000 | Chicken Soup for the Soul | gościnnie                   |         |
| 1997–1999 | Inny w klasie             | Calvin Tierney (1998)       |         |
| 1996–2000 | Cosby                     | Marcus (1997)               |         |
| 1995      | New York News             | Raymond Gates               |         |
| 1994–1998 | Ulice Nowego Jorku        | Georgie (1995)              |         |
| 1993–1994 | CityKids                  | John                        |         |
| 1992–1995 | Ghostwriter               | Chłopiec grający w baseball |         |
| 1970      | Wszystkie moje dzieci     | Simon                       |         |

## Nagrody i nominacje

### Nagrody
- Nagroda Gildii Aktorów Filmowych
  - 2001, 2002 – Outstanding Ensemble in a Drama Series - "Prezydencki poker"

### Nominacje
- Nagroda Emmy
  - 2002 – Najlepszy Aktor Drugoplanowy w Serialu Dramatycznym - "Prezydencki poker"
- Nagroda Gildii Aktorów Filmowych
  - 2003, 2004, 2005, 2006 – Outstanding Ensemble in a Drama Series - "Prezydencki poker"
- NAACP Image Awards
  - 2001, 2002, 2004, 2005 – Wybitny Aktor Drugoplanowy w Serialu Dramatycznym - "Prezydencki poker"
  - 2005 – Wybitny Aktor w Filmie Telewizyjnym, Mini-serialu lub Dramatic Special'u - "10.5 w skali Richtera"
  - 2008, 2009 – Wybitny Aktor Drugoplanowy w Serialu Komediowym - "Świry"